# رامدف بير
رامدف بير أو بابا رامدفجي أو رامديف أو رامديو بير أو رامشا بير (بالإنجليزية: Ramdev Pir)‏‏ (1352- 1385) هو إله هندوسي لولايتي كجرات وراجستان في الهند. وكان حاكم راجبوت في القرن الرابع عشر، والذي قِيل عنه إنه يتمتع بقوى خارقة وكان يُكرس حياته لرفعة مُستوى المُضطهدين والفقراء. وقد عبدته العديد من الفئات الاجتماعية في الهند تحت اسم اشتا ديفا. وكان يُعد بمثابة الصورة الرمزية للورد كريشنا.